# Sân bay Aarhus
Sân bay Aarhus (IATA: AAR, ICAO: EKAH) là một sân bay dân sự nằm ở Tirstrup (phía đông bán đảo Jutland), Đan Mạch, cách Aarhus 35,9 km về phía đông bắc.

## Lịch sử
Sân bay Aarhus có tên cũ là Sân bay Tirstrup, được Luftwaffe (Không quân) của Đức quốc xã xây dựng từ năm 1943 - dưới thời Đức quốc xã chiếm đóng Đan Mạch - với mục đích dùng làm sân bay quân sự. Tuy nhiên Không quân Đức chưa kịp sử dụng sân bay này. Sau Thế chiến thứ hai, Không quân Đan Mạch sử dụng sân bay này. Sau đó chính phủ Đan Mạch quyết định chuyển sân bay này thành sân bay dân sự và giao cho thành phố Aarhus dùng tạm. Từ năm 1946, sân bay này đã có các tuyến bay thường xuyên tới Copenhagen. Ngày nay, ngoài các chuyến chở khách của các hãng hàng không tới Copenhagen, Oslo, Stockholm, Göteborg, London và Barcelona, sân bay này còn có các chuyến bay thuê bao tới một số nước châu Âu.
Mùa thu năm 2007, Giám đốc sân bay Ole Paaske công bố sẽ hiện đại hóa nhà ga hành khách (được xây từ năm 1981) và sẽ hoàn tất vào mùa thu năm 2009 với kinh phí khoảng 25 triệu krone Đan Mạch.

## Các hãng hàng không và các điểm đến
- British Airways
  - cung cấp bởi Sun Air of Scandinavia (Göteborg-Landvetter, Oslo, Stockholm-Bromma)
- Bulgarian Air Charter (Bourgas, Plovdiv) seasonal
- Ryanair (Girona, London-Stansted)
- Scandinavian Airlines System (Copenhagen)

## Thông tin chung

### Địa chỉ
Sân bay Aarhus
Stabrandvej 24
DK-8560 Kolind
Đan Mạch

### Số điện thoại
(45) 87 75 70 00

### Thời gian hoạt động
06:00 - 24:00

### Giao thông
Giao thông từ sân bay đi nơi khác bằng taxi, xe buýt, xe hơi.

## Thông số kỹ thuật

### Hạng sân bay
4E (cat. 7)

### Thông số đường cất hạ cánh
RWY 10R/28L: 3000 m/4E
RWY 10L/28R: 3000 m/4B
ILS RWY 28L: CAT IIIB
ILS RWY 10R: CAT I

### Thông số bãi đỗ
cửa cập nhà ga: 4
Đỗ ở xa: 3